# Adoncholaimus parvus
Adoncholaimus parvus is een rondwormensoort uit de familie van de Oncholaimidae. De wetenschappelijke naam van de soort is voor het eerst geldig gepubliceerd in 2003 door Gagarin & Thanh.